# アメリカン・コーヒー
アメリカン・コーヒーとは、日本で存在する呼称。浅く焙煎したコーヒー豆で入れたコーヒー。アメリカンとも呼ばれるがアメリカーノとは異なるコーヒー。和製英語で「アメリカン」は「濃度が薄い」という意味で一般的に使われる。
コーヒーメーカーによっては通常のエスプレッソに加えて「ジャポネーゼ」等日本人好みの抽出をあらかじめ設定しているものもある。

## 特徴
アメリカ合衆国式の8段階で表示されるコーヒー豆焙煎度分類法で、焙煎度が低いシナモンロースト（浅煎り）やミディアムロースト（やや浅めの中煎り）の豆を使って、パーコレータなどのコーヒーメーカーで多めのお湯でいれる点が特徴である。アメリカ西部の方が浅煎りの豆を使用し、東部の方が深めに焙煎した豆を使用する傾向がある。味わいとしては、浅煎り豆を使用しているため、苦味よりも酸味が強い味わいとなる。一般的には砂糖、ミルクなどは入れずにブラックコーヒーと呼ばれる状態で飲む、という俗説が日本では長く流布していたが、現実には65%以上 のアメリカ人はミルクと砂糖を加えてコーヒーを飲む。浅煎りのアメリカンコーヒーでは豆本来のよい香りとさっぱりした味を楽しむことができるので軟水を用いることが望ましい。
濃いめに入れたコーヒーをお湯割りにしたものを「アメリカン・コーヒー」とする事が見られる。

## 呼称
まずエスプレッソをお湯で割ったものはアメリカーノと呼ばれ、アメリカでも一般的に使われる呼称であるが日本では聞き馴染みがない。対してアメリカン・コーヒーという名称は、日本で使われる呼称で、世界基準となる珈琲鑑定士用語には存在していない。また、アメリカ人は自国のコーヒーについて「アメリカンコーヒー」と呼称することはなく 、アメリカーノと呼称する。21世紀のアメリカではスターバックスに代表されるシアトル系コーヒーなどのエスプレッソ等も好んで飲まれるようになっており、薄いコーヒーを見つけることのほうがむしろ困難である。

## 由来
由来としては、「1964年東京:芝田村町の、とある石油会社ビル内の地下で営業している某喫茶店において、日本のコーヒー(当時深煎りが主流であった)を何杯でも飲めるようにというアメリカ駐在帰りの会社員の客からのリクエストに応え、コーヒーカップより一回り大きいミルクカップにコーヒー豆の量を少なめにして淹れることで、浅煎りのコーヒーに見立てた」という説や、「1966年に設立された日本珈琲販売共同機構を本部とする珈琲専門店フランチャイズ『コーヒーハウスぽえむ』が日本（世界的にも）で初めてメニューとして登場させた」説、アメリカ中西部では石灰岩層の影響で水質が強いアルカリ性であるため、移民たちが飲用に中和させる目的で浅煎りのコーヒー豆を使用した 説など、複数の説が存在する。
大森洋平『考証要集』（文春文庫）にはミリタリー・ライターの菊月俊之の説が紹介されている。「これは第二次大戦中、米国内でもさすがに物資が不足したために、コーヒー豆の節約法として考案された飲み方という（『月刊コンバットマガジン』2011年）」。
複数の説のひとつとして、映画で見るアメリカ人俳優ががぶがぶコーヒーを飲む様に対してどうしてあんなにかっこよく飲めるのかと思案した結果、アメリカで飲むコーヒーの濃度が薄くて飲みやすいのではないかと勝手に想像を膨らませて生まれたという説。
結果的にアメリカ人俳優ががぶがぶ飲めていた理由は味の濃淡ではなくコーヒーの温度が日本のものより低いことからだという。